# 쿼드메디슨
주식회사 쿼드메디슨(영어: QuadMedicine)은 대한민국의 의학 기기 제조업체이다.
피부를 통한 약물전달 기술인 ‘마이크로니들(Microneedle)’ 플랫폼을 보유하고 있으며 직접 의약품을 개발하는 것이 아닌 위탁생산 혹은 기술이전이 주된 사업으로 하고 있다.

## 역사
2016년 12월 가천대 전자공학 학사, 동대학 의공학 석사를 졸업한 백승기 대표가 설립했다.
2025년 기술성 평가에서 A·A를 획득하였다.